# Ficus villosa
Ficus villosa är en mullbärsväxtart som beskrevs av Carl Ludwig von Blume. Ficus villosa ingår i släktet fikonsläktet, och familjen mullbärsväxter. Inga underarter finns listade i Catalogue of Life.